# 2,2,5-trimetilhexano
El 2,2,5-trimetilhexano es un alcano de cadena ramificada con fórmula molecular C9H20.